# Dociostaurus hauensteini
Dociostaurus hauensteini är en insektsart som först beskrevs av Bolívar, I. 1893.  Dociostaurus hauensteini ingår i släktet Dociostaurus och familjen gräshoppor.

## Underarter
Arten delas in i följande underarter:
- D. h. hauensteini
- D. h. cappadocicus
- D. h. elbursianus
- D. h. farsistanicus